# 2020 في السكك الحديدية
تهتم هذه المقالة بسرد الأحداث المتعلقة بالنقل بالسكك الحديدية والتي من المقرر أن تحدث في عام 2020. يرجي الانتباه إلى أن التواريخ الفعلية يمكن أن تختلف عن التواريخ المذكورة هنا.

## الأحداث

### مايو
- الولايات المتحدة- من المتوقع أن تبدأ سكك حديد بوسطن المحلية بين ورسستر وماساتشوستس وبروفيدنس في رود آيلاند.[1]

### يونيو
- الولايات المتحدة- من المتوقع أن يتم توسيع خط سان جوكوين وألتامونت كوريدور اكسبريس لتشمل خط ناتاساس.[2][3]

### أغسطس
- الولايات المتحدة- من المقرر افتتاح ممر مركز المدينة التابع لشبكة نقل LYNX في شارلوت بولاية كارولاينا الشمالية.[4][5]

## أحداث لم يتم الإعلان عنها
- كندا- من المتوقع الانتهاء من خط وادي إدمونتون.
- إيطاليا- من المتوقع توسيع خط مترو ميلان 1 إلى مونزا.[6]
- اليونان- من المتوقع افتتاح مترو سالونيك، الخط 1.
- الولايات المتحدة- من المقرر توسيع خط كاليفورنيا من سان خوسيه إلى ساليناس.[7]
- الولايات المتحدة- من المتوقع افتتاح المرحلة الثانية من خدمة القطارات السريعة في ولاية فرجينيا الأمريكية في ولاية فلوريدا.[8]
- الولايات المتحدة - من المتوقع افتتاح سكة قطار إن في دنفر، كولورادو.[9]
- الولايات المتحدة - من المتوقع افتتاح هونولولو ريلاين ترانزيت.[10][11]
- الولايات المتحدة - من المتوقع افتتاح قطار تيمبي.[12]
- الولايات المتحدة - من المقرر أن يتم تمديد خط مترو واشنطن الفضي إلى محطة آشبورن عبر مطار واشنطن دالاس الدولي.[13]
- الولايات المتحدة- من المقرر افتتاح هيئة نقل مقاطعة لوس أنجلوس المتروبوليتية.[14]
- الولايات المتحدة- من المقرر توسيع ميلووكي ستريت كار.[15]
- اليابان- من المتوقع سحب المركبات ذات الطابقين من شبكة شينكانسن.
- اليابان وكوريا الجنوبية- من المتوقع اطلاق رحلات بسرعة 360 كلم/ ساعة بحلول عام 2020.
- اليابان- فتح أول محطة في تشو للتشغيل العملي.
- اليابان- سوف تحل قطارات إي 235 محل جميع القطارات في خط يوكوسوكا وخط يامانوتي وسوبو رابيد لاين.
- اليابان- من المقرر أن تبدأ القطارات إن 700 سي العمل.
- هولندا- من المتوقع زيادة عدد الوجهات المحلية للسكك الحديدية عالية السرعة بعد إدخال ألستوم كورادا.

## وصلات خارجية
- مؤتمر السكك الحديدية عام 2020
- 2020 في السكك الحديدية.
- Vietnam launched Rail Transport Strategy 2020